# Castrul roman Ulmetum
Castrul roman Ulmetum se află la marginea estică a satului Pantelimon, județul Constanța.
Pentru că aici se găsesc urme de locuire civilă și de cetate din Epoca romană / sec. II-IV, sec. IV-VI, situl a fost inclus în Repertoriul Arheologic Național cu Cod RAN 62618.01. 
Situl arheologic "Cetatea Ulmetum" a fost inclus și în Lista monumentelor istorice 2004 - Județul Constanța, la nr. 374 , cu codul LMI: CT-I-s-A-02726. 
Denumirea latină Ulmetum înseamnă în limba română "pădure de ulmi".
Ruinele castrului Ulmetum au fost scoase la lumină de Vasile Pârvan, începând cu prima sa campanie de săpături arheologice, din 1911, și cuprind inscripții și statui din epoca decadenței romane.

Arheologii din Constanța au stabilit că, la sfârșitul secolului IV, cetatea Ulmetum a găzduit sute de federați goți, care primiseră dreptul de a se stabili în aceasta zonă. Cu ocazia săpăturilor, în centrul fortificației a fost decoperit mormântul unui nobil germanic, ceea ce contrazice ipoteza că necropolele ar fi fost amplasate numai în afara localităților. 